# Качество жизни (здравоохранение)

Индекс качества жизни Economist Intelligence Unit, 2005 г.
8.000 - 8.999
7.000 - 7.999
6.000 - 6.999
5.000 - 5.999
4.000 - 4.999
3.000 - 3.999
No Data

Ка́чество жи́зни (здравоохране́ние) — оценка повседневного благополучия человека, включающая все физические, эмоциональные и социальные аспекты. В здравоохранении существует собственное понятие качества жизни, связанное со здоровьем человека. Это определение позволяет оценить такие состояния, как болезнь, расстройство и инвалидность, а также предположить влияние этих состояний на благополучие человека.

## Измерение
Ранние версии показателей качества жизни, связанного со здравоохранением, относились к простой оценке физических возможностей внешним оценщиком (например, пациент способен вставать, есть и пить, а также соблюдать личную гигиену без какой-либо помощи со стороны других) или даже к одному измерению (например, угол, под которым можно было согнуть конечность).
Современная концепция качества жизни, связанного со здоровьем, признает, что испытуемые соотносят свое фактическое положение со своими личными ожиданиями. Последние могут меняться с течением времени и реагировать на внешние воздействия, такие как продолжительность и тяжесть болезни, поддержка семьи и т. д. Как и в любой ситуации, предполагающей множество точек зрения, было обнаружено, что оценки пациентов и врачей одной и той же объективной ситуации существенно различаются. Поэтому качество жизни, связанное со здоровьем, в настоящее время обычно оценивается с помощью анкет пациентов. Они часто многомерны и охватывают физические, социальные, эмоциональные, когнитивные, связанные с работой или ролью и, возможно, духовные аспекты, а также широкий спектр симптомов, связанных с болезнью, побочными эффектами, вызванными терапией, и даже финансовыми последствиями заболеваний.

### Повседневная деятельность
Повседневная деятельность (Activities of Daily Living, ADL) — это действия, которые ориентированы на заботу о собственном теле и выполняются ежедневно. К ним относятся купание/душ, туалет и интимная гигиена, одевание, прием пищи, функциональная подвижность, личная гигиена и уход за собой, а также сексуальная активность. Многие исследования демонстрируют связь между ADL и качеством жизни, связанным со здоровьем. В основном результаты показывают, что трудности с выполнением ADL прямо или косвенно связаны со снижением качества жизни. Кроме того, в некоторых исследованиях была обнаружена градуированная взаимосвязь между трудностями/инвалидностью, связанной с ADL, и качеством жизни: чем менее независимы люди в повседневной деятельности, тем ниже их качество жизни. Хотя ADL — отличный инструмент для объективного измерения качества жизни, важно помнить, что качество жизни выходит за рамки этих видов деятельности. Для получения дополнительной информации о комплексной концепции качества жизни см. информацию о парадоксе инвалидности.
Помимо ADL в качестве относительно объективной меры качества жизни, связанного со здоровьем, можно использовать инструментальную повседневную активность (Instrumental Activities of Daily Living, IADL). IADL, как определено Американской ассоциацией трудотерапии (American Occupational Therapy Association, AOTA), представляет собой «мероприятия по поддержке повседневной жизни дома и в обществе, которые часто требуют более сложных взаимодействий, чем те, которые используются в ADL». IADL включают такие задачи, как забота о других, управление коммуникацией, социальная мобильность, управление финансами, заботу о здоровье и управление домом. IADL включает покупку продуктов, приготовление пищи, ведение домашнего хозяйства, использование телефона, стирку, управление транспортом/финансами. Исследования показали, что способность человека участвовать в IADL может напрямую влиять на качество его жизни.

#### Фармакология для пожилых людей
У пожилых пациентов, принимающих более пяти препаратов, повышается риск когнитивных нарушений, и это является одним из аспектов, учитываемых при оценке факторов, влияющих на качество жизни — ADL и IADL пожилых людей. Из-за мультиморбидности прием лекарств этой группой людей является особенно сложным. Недавние исследования показали, что полипрагмазия связана с инвалидизацией ADL из-за недоедания и является фактором риска госпитализации из-за падений, которые могут иметь серьёзные последствия для качества жизни человека в будущем. Таким образом, при оценке качества жизни пожилого человека важно учитывать лекарства, которые принимает пожилой пациент, и то, придерживается ли он текущего графика приема по рецепту.
Роль эрготерапии (трудотерапии)
Эрготерапевты (трудотерапевты) — это специалисты в области здравоохранения по всему миру, которые лечат людей для достижения максимального уровня качества жизни и независимости через участие в повседневной деятельности. Эти специалисты обучены проводить личностно ориентированную оценку интересов и потребностей человека и адаптировать свое лечение к конкретным ADL и IADL. В своем последнем заявлении о видении (2022) Американская ассоциация трудотерапии заявила, что трудотерапевты работают над достижением максимального уровня качества жизни через эффективное решение проблем участия в повседневной жизни.

### Особые аспекты паллиативной помощи
Качество жизни, связанное со здравоохранением, у пациентов с угрожающим жизни серьёзным прогрессирующим заболеванием следует особенно учитывать как при измерении, так и при анализе. Часто по мере ухудшения уровня функционирования внимание уделяется анкетам доверенных и осуществляющих уход лиц и/или сокращенным анкетам. Кроме того, по мере прогрессирования заболевания и на протяжении всего течения болезни пациенты и их семьи часто меняют свои приоритеты. Это может повлиять на измерение качества жизни, в результате чего оно остается неизменным. Чтобы решить эту проблему, исследователи разработали новые инструменты для измерения данного параметра в конце жизни, которые включают такие факторы, как чувство завершенности, отношения с системой здравоохранения, подготовка, тяжесть симптомов и эффективная социальная поддержка. Дополнительно проводятся исследования о влиянии экзистенциального качества жизни на пациентов, получающих паллиативную помощь, поскольку осведомленность о неизлечимой болезни и бремя симптомов могут быть связаны со снижением экзистенциального качества жизни.

### Примеры
См. также: Список опросов пациентов о качестве жизни
Подобно другим инструментам психометрической оценки, опросники качества жизни, связанного со здоровьем, должны соответствовать определённым критериям качества, наиболее важным с точки зрения их надежности и валидности. Были разработаны сотни валидированных опросников, часть из которых адаптированы для различных заболеваний. Опросники можно разделить на две категории.
Общие инструменты
- CDC HRQOL-14 Healthy Days Measure: анкета с четырьмя базовыми вопросами и десятью дополнительными, используемая Центрами по контролю и профилактике заболеваний (CDC) (https://www.cdc.gov/hrqol/hrqol14_measure.htm).
- Краткий опрос о состоянии здоровья (SF-36, SF-12, SF-8): один из примеров широко используемого опросника, оценивающего качество жизни, связанное с физическим и психическим здоровьем. Используется в клинических испытаниях и оценках состояния здоровья населения. Подходит для фармакоэкономического анализа, способствующего нормированию в здравоохранении.
- EQ-5D простой опросник качества жизни (https://euroqol.org).
- AQoL-8D всеобъемлющий опросник[22][23], который оценивает качество жизни в восьми областях — самостоятельная жизнь, счастье, психическое здоровье, умение справляться с трудностями, отношения, самооценка, боль, чувства (https://www.aqol.com.au).

Инструменты характерные для болезней, расстройств или состояний
- Опросник здоровья короля (KHQ)
- Опросник по влиянию недержания мочи на качество жизни (ICIQ-SF)[24], модуль рака легкого LC-13 из Библиотеки опросников качества жизни EORTC или Госпитальная шкала тревоги и депрессии (HADS).
- Манчестерская краткая оценка качества жизни (MANSA): анкета из 16 пунктов для использования в психиатрических учреждениях.
- ECOG, наиболее часто используемый для оценки воздействия рака на человека.
- Шкала Нью-Йоркской кардиологической ассоциации (NYHA), наиболее часто используемая для оценки влияния сердечных заболеваний на человека.
- Система измерения EORTC для использования в клинических испытаниях в онкологии[25]. Эти инструменты тщательно протестированы, валидированы[26] и переведены[27]. Теперь доступно множество справочных данных[28]. Область изучения качества жизни, связанного со здравоохранением, значительно расширилась за последнее десятилетие, благодаря сотням новых исследований и улучшению отчетности о клинических испытаниях[29]. Качество жизни, по-видимому, является прогностическим фактором для выживания при некоторых заболеваниях[30][31].
- Качество жизни Всемирной организации здравоохранения (WHOQOL-BREF): общее обследование качества жизни, подтвержденное для нескольких стран[32].
- Шкала качества жизни для пациентов с инсультом SS-QOL: это ориентированный на пациента опросник, предназначенный для оценки качества жизни, связанного со здоровьем, только для пациентов с инсультом. Он оценивает энергию, семейные роли, язык, мобильность, настроение, индивидуальность, заботу о себе, социальные роли, мышление, функцию верхних конечностей, зрение и производительность труда[33].
- В ревматологии были разработаны специальные инструменты, такие как RAQoL[34] для ревматоидного артрита, OAQoL[35] для остеоартрита, ASQoL[36] для анкилозирующего спондилоартрита, SScQoL[37] для системного склероза и PsAQoL[38] для людей с псориатическим артритом.
- MOS-HIV(Medical Outcome Survey-HIV) был разработан специально для людей с ВИЧ/СПИДом[39].

## Целесообразность
Существует множество валидированных обследований, которые медицинские работники могут применять при измерении качества жизни пациента, связанного со здоровьем. Затем эти результаты используются, чтобы определить варианты лечения на основе предыдущих результатов других пациентов и внутрииндивидуальные улучшения качества жизни до и после лечения.
Такие обследования используются в лонгитюдном исследовании, в ходе которого опрашивают пациентов до, во время и после лечения. Это может помочь медицинским работникам определить, какой план лечения является наилучшим, тем самым улучшая систему здравоохранения через эволюционные процессы.

### Важность
Расширяется область изучения, связанного с разработкой, оценкой и применением показателей качества жизни в рамках исследований, связанных со здоровьем (например, рандомизированные контролируемые исследования), особенно в отношении исследований в области здравоохранения. Хорошо проведенные исследования качества жизни информируют тех, кто следит за нормированием здоровья, или всех, кто участвует в процессе принятия решений: это такие организации, как Управление по продуктам питания и лекарствам (FDA), Европейское агентство лекарственных средств (EMA) или Национальный институт здравоохранения и передового опыта (NICE). Кроме того, исследования качества жизни, связанные со здоровьем, могут быть использованы в качестве заключительного шага в клинических испытаниях экспериментальных методов терапии.
Понимание качества жизни признается все более важной темой здравоохранения, поскольку взаимосвязь между стоимостью и ценностью поднимает сложные проблемы, часто с сопряженные с высокоэмоциональным компонентом из-за потенциального воздействия на человеческую жизнь. Например, медицинские работники должны ссылаться на анализ затрат и выгод, чтобы принимать экономические решения о доступе к дорогостоящим лекарственным препаратам, которые могут продлить жизнь на короткий промежуток времени и/или обеспечить минимальное повышение качества жизни. Кроме того, эти препараты должны быть сопоставлены со стоимостью альтернативных методов лечения или профилактической медицины. В случае хронического и/или неизлечимого заболевания, когда эффективное лечение недоступно, акцент делается на улучшение качества жизни, связанного со здоровьем, с помощью таких вмешательств, как управление симптомамиНациональный институт здравоохранения и передового опыта, реабилитационные технологии и паллиативная помощь. Другим примером важности понимания качества жизни является рандомизированное исследование 151 пациента с метастатическим немелкоклеточным раком легкого, которые были разделены на группы ранней паллиативной и стандартизированной помощи. Группа ранней паллиативной помощи имела не только более высокие показатели качества жизни, основанные на Шкале функциональной оценки терапии рака легких (FACT-L) и Госпитальной шкале тревоги и депрессии, но и меньше симптомов депрессии (16 против 38Национальный институт здравоохранения и передового опыта%, РНациональный институт здравоохранения и передового опыта=Национальный институт здравоохранения и передового опыта0,01), несмотря на то, что они получали менее агрессивную терапию в конце жизни (33 против 54Национальный институт здравоохранения и передового опыта%, РНациональный институт здравоохранения и передового опыта=Национальный институт здравоохранения и передового опыта0,05), а также более длительную медиану общей выживаемости, чем в контрольной группе (11,6 месяца против 8,9 месяца, Р = 0,02). Обладая показателями качества жизни, мы можем оценить раннюю паллиативную помощь и увидеть её ценность с точки зрения улучшения качества ухода, снижения агрессивности лечения и, следовательно, затрат, а также повышения качества/продолжительности жизни.
Что касается ухода за пожилыми людьми, исследования показывают, что повышение показателей качества жизни может также улучшить результаты пребывания в стационаре и со временем привести к существенной экономии средств. А оценка функционального статуса пожилого человека, в дополнение к другим аспектам его здоровья, помогает улучшить качество жизни пожилых людей и снизить нагрузку на лиц, осуществляющих уходНациональный институт здравоохранения и передового опыта. Также было доказано, что рейтинги качества жизни могут быть использованы в качестве ключевого показателя эффективности при разработке и внедрении инициатив по организационным изменениям в домах престарелыхНациональный институт здравоохранения и передового опыта.

### Исследования
Исследования, связанные с определением качества жизни, чрезвычайно важны из-за последствий, которые могут оказать влияние на текущие и будущие методы лечения и протоколы здравоохранения. Таким образом, валидированные вопросники качества жизни, связанного со здоровьем, могут стать неотъемлемой частью клинических испытаний при определении ценности исследуемых препаратов в анализе затрат и выгод. Например, Центры по контролю и профилактике заболеваний США (Centers for Disease Control and Prevention, CDC) используют свой опросник Healthy Day Measure как часть исследования для выявления различий в состоянии здоровья, отслеживания демографических тенденций и создания широких коалиций вокруг показателя здоровья населения. Затем эта информация может быть использована правительствами различных уровней или другими должностными лицами для повышения качества и продолжительности жизни и устранения диспропорций в области здравоохранения для обеспечения равных возможностейНациональный институт здравоохранения и передового опыта.

### Этика
Этика данного понятия относится к принципу, который использует оценку качества жизни как основу для принятия решений о продолжении или прекращении жизни. Он часто используется в противовес или вопреки этике святости жизни.
Хотя измерительные инструменты могут быть объективным способом научной количественной оценки качества жизни по широкому кругу вопросов и обстоятельств, их использование имеет ограничения и потенциальные негативные последствия. Во-первых, предполагается возможность количественно оценить такие области, как физическое, эмоциональное, социальное и другое благополучие с помощью одного показателя. Однако какой вес будут иметь эти аспекты? Будут ли они измеряться одинаково для каждого человека? При подсчете итоговой оценки будет ли учитываться, насколько важен этот конкретный аспект для каждого человека? У каждого человека есть свой собственный специфический набор переживаний и ценностей, и важный момент заключается в том, что это необходимо принимать во внимание. Однако для человека было бы трудной задачей ранжировать эти области качества жизни. Ещё один момент, о котором следует помнить, заключается в том, что ценности и опыт людей меняются с течением времени, и их оценки разных областей качества жизни могут отличаться. Инструменты для измерения качества жизни могут способствовать формированию негативного и пессимистичного взгляда у врачей, пациентов и семей, особенно при использовании на начальном этапе, например во время постановки диагноза. Также они могут не учитывать эффективные терапевтические стратегии, которые способны облегчить нагрузку на здоровье и таким образом привести к самовнушению пациентов. На социальном уровне концепция низкого качества жизни может сохранять негативные предрассудки, с которыми сталкиваются люди с ограниченными возможностями здоровья или хроническими заболеваниямиНациональный институт здравоохранения и передового опыта.

## Анализ

### Статистические погрешности
Нередко при анализе данных возникают статистические аномалии. Одной из наиболее часто встречающихся является «эффект потолка», «эффект пола» и сдвиг отклика.
«Эффект потолка» означает, что у пациентов, которые начинают с более высокого качества жизни, чем у среднестатистического человека, не так много возможностей для улучшения при лечении. Противоположностью этому является «эффект пола», когда у пациентов с более низким средним качеством жизни существует гораздо больше возможностей для улучшения. Следовательно, если спектр качества жизни до лечения неодинаков, существует большая вероятность искажения конечных результатов, что приводит к неправильному представлению эффективности лечения или его отсутствию.

#### Систематическое смещение ответа
Систематическая ошибка, связанная со смещением ответа (ответов), является растущей проблемой в лонгитюдных исследованиях, которые основаны на исходах, сообщаемых пациентамиНациональный институт здравоохранения и передового опыта. Это относится к потенциальному изменению взглядов, ценностей или ожиданий испытуемого в ходе исследования, что является ещё одним фактором изменения конечных результатов. Медицинские работники должны корректировать опросы в ходе исследования, чтобы учесть такое смещениеИсходы. Степень повторной корректировки варьируется в зависимости от факторов, основанных на индивидуальной области исследования и продолжительности исследования.

### Статистическая вариация

Среднеквадратичное отклонение

В исследовании Дж.ИсходыР.ИсходыНормана и соавторов, касающегося изучения качества жизни, связанного со здоровьем, было обнаружено, что большинство результатов опроса находилось в пределах половины стандартного отклонения. Предположительно это связано с ограниченной способностью человека к различению, выявленной ДжорджемИсходыА.ИсходыМиллером в 1956 году. Используя магическое число 7 ± 2, Миллер предположил, что, когда шкала опроса выходит за пределы 7 ± 2, люди не могут быть последовательными и теряют способность различать отдельные этапы шкалы из-за пропускной способности.
Норман и соавторы в предлагаемых исследованиях качества жизни, связанных со здоровьем, используют половину стандартного отклонения как статистически значимое преимущество лечения вместо расчета «минимально важных различий» для конкретных опросов, которые представляют собой предполагаемые улучшения в реальной жизни, о которых сообщают пациентыИсходы. Другими словами, авторы предложили установить все шкалы опросников качества жизни, связанных со здоровьем, на половину стандартного отклонения вместо расчета шкалы для каждого проверочного исследования, где шаги называются «минимально важными различиями».